# Tseng Chun-hsin
Dans ce nom chinois, le nom de famille, Tseng, précède le nom personnel Chun-hsin.
Tseng Chun-hsin (en chinois traditionnel : 曾俊欣 ; pinyin : Zēng Jùnxīn), né le 8 août 2001 à Taipei, est un joueur de tennis taïwanais, professionnel depuis 2019.

## Biographie
Surnommé Jason, il commence le tennis à l'âge de 6 ans avec son père Yu-te. Sa famille est propriétaire d'un stand de nourriture au Lehua Night Market (en) de Taipei où ils vendent des tanghulu.
Tseng Chun-hsin a fréquenté l'Académie Mouratoglou entre ses 13 et 19 ans. Il a été entraîné par Dominik Hrbatý entre 2019 et 2020. Il s'entraîne désormais en Allemagne avec Benjamin Ebrahimzadeh.

## Carrière

### Junior
En 2015, Tseng remporte le prestigieux tournoi des Petit As face au Russe Timofey Skatov. En 2017, il s'adjuge les tournois junior de Cap d'Ail et Salsomaggiore Terme puis devient champion d’Asie-Océanie après avoir battu le Sud-Coréen Park Uisung.
En 2018, il atteint la finale de l'Open d'Australie, s'inclinant contre l'Américain Sebastian Korda. Alors no 3 mondial chez les juniors, il se qualifie pour la finale du tournoi de Roland-Garros après avoir dominé facilement ses adversaires sans perdre un set. Il y bat le no 1, Sebastián Báez (7-65, 6-2), et atteint également la finale en double. Un mois plus tard, il dispute la finale du tournoi de Wimbledon et s'impose de nouveau, en trois sets (6-1, 62-7, 6-4) cette fois-ci, contre la surprise britannique Jack Draper. Il devient le premier joueur depuis Filip Peliwo (en 2012) à remporter deux tournois du Grand Chelem chez les juniors la même année. Par la suite, il parvient en demi-finale de l'US Open et en quart de finale aux Jeux olympiques de la jeunesse. Il est enfin finaliste du Masters Junior, battu par l'Américain Brandon Nakashima. Il termine la saison à la première place mondiale en junior et est déclaré champion du monde ITF.

### Professionnelle
Tseng Chun-hsin débute sur le circuit ITF en 2018 et remporte rapidement ses premiers titres dans la catégorie au Việt Nam en mai, au Portugal en juin et à Taïwan en juillet. En septembre, il reçoit une invitation pour le tournoi ATP de Chengdu où il est battu par Taylor Fritz.
Il débute sur le circuit Challenger en 2019 et obtient pour principal résultat une finale perdue à Prague contre Mario Vilella Martinez. L'année suivante, il est demi-finaliste à Bergame. Il se distingue à nouveau en Challenger en 2021 en atteignant en décembre deux finales consécutives à Maia. Il perd la première contre Geoffrey Blancaneaux mais gagne la seconde face au local Nuno Borges.

### 2022: Entrée dans le top 100
Il fait ses débuts en Grand Chelem lors de l'Open d'Australie 2022 où il reçoit une invitation. Il est battu par Oscar Otte au premier tour (6-3, 6-4, 6-2). Il enregistre ensuite de bons résultats en Challenger avec un titre à Bangalore, une finale sur la terre battue de Roseto degli Abruzzi puis un nouveau titre à Murcie. Début mai, il se qualifie pour les Internationaux de France. Le 13 juin suivant, il rentre dans le top 100 du classement ATP à la 97e place. Battu au 1er tour à Wimbledon, il parvient au second tour des tournois de Cabo San Lucas et Winston-Salem. Il participe en fin de saison au Next Generation ATP Finals où il est éliminé en phase de poule après trois défaites. Il est nommé aux ATP Awards dans la catégorie Révélation de l'année (Newcomer Of The Year).

### 2023 - 2024: Retour sur le circuit secondaire
Il ne parvient pas à confirmer sur le circuit ATP et sort du top 100 en 2023 après une série de défaites. Il repart sur le circuit secondaire où il atteint deux quarts de finale en Inde en février puis un à Gènes en septembre. Il apparaît ensuite au tournoi de Shanghai où il élimine Alexander Shevchenko après être passé par les qualifications.
Il réalise en 2024 sa saison la plus prolifique en terme de victoires, obtenant de nombreux succès sur terre battue. En mars, il s'impose à Szekesfehervar contre le Français Titouan Droguet. En juin, il dispute deux finales à Vicence et Prostějov, remportant la première contre Marco Trungelliti. Fin juillet, il est quart de finaliste du tournoi ATP d'Umag et joue une finale à Saint-Marin, perdue face à Alexandre Müller. En octobre, il est demi-finaliste sur dur à Hangzhou et Taipei.

### 2025: Retour dans le top 100 et quelques bons résultats
En 2025, il crée la surprise à Rio de Janeiro en éliminant le 28e mondial Alejandro Tabilo (6-2, 7-5), puis le local Thiago Monteiro (64-7, 6-3, 7-64). Battu en quart de finale par Sebastián Báez, ce résultat lui permet cependant de réintégrer le top 100. Qualifié pour le tableau final de Masters de Miami, il élimine au premier tour Mattia Bellucci.
À Turin, il vainc Jacopo Vasami (6-3 6-2) et Carlos Sanchez Jover (6-2 6-4). Il est éliminé en trois sets par le 60e mondial Camilo Ugo Carabelli; malgré une bonne résistance (6-1 6-7 1-6). 
Il décroche son premier titre de l'année à Vicenza. Défendant son titre obtenu en 2024; il est première tête de série. Lors de ce challenger, il vainc Lukas Neumayer en finale en deux sets (6-3 6-4). Puis il se rend à Prostejov où il obtient de nouveau de bons résultats. Alors qu'il est 94e mondial, il réalise l'exploit d'éliminer le 61e mondial; Alejandro Tabilo (6-4 6-1). 

## Parcours dans les tournois duGrand Chelem

### En simple
| Année | Open d'Australie | Open d'Australie | Internationaux de France | Internationaux de France | Wimbledon       | Wimbledon        | US Open         | US Open        |
| ----- | ---------------- | ---------------- | ------------------------ | ------------------------ | --------------- | ---------------- | --------------- | -------------- |
| 2022  | 1er tour (1/64)  | Oscar Otte       | 1er tour (1/64)          | João Sousa               | 1er tour (1/64) | Alastair Gray    | 1er tour (1/64) | Alexei Popyrin |
| 2023  | 1er tour (1/64)  | Alexei Popyrin   | Q2                       | Lucas Pouille            | Q1              | Wu Tung-lin      | —               | —              |
| 2024  | —                | —                | —                        | —                        | —               | —                | Q2              | Jurij Rodionov |
| 2025  | Q2               | Hady Habib       | Q1                       | Federico Arnaboldi       | 1er tour (1/64) | Aleksandar Vukic |                 |                |

N.B. : à droite du résultat se trouve le nom de l'ultime adversaire.

## Parcours dans lesMasters 1000
| Année | Indian Wells | Miami                | Monte-Carlo | Madrid | Rome                | Canada                | Cincinnati | Shanghai             | Paris |
| ----- | ------------ | -------------------- | ----------- | ------ | ------------------- | --------------------- | ---------- | -------------------- | ----- |
| 2019  | —            | 1er tour J. Sousa    | —           | —      | —                   | —                     | —          | —                    | —     |
|       |              |                      |             |        |                     |                       |            |                      |       |
| 2023  | —            | —                    | —           | —      | —                   | —                     | —          | 2e tour A. Mannarino | —     |
|       |              |                      |             |        |                     |                       |            |                      |       |
| 2025  | —            | 2e tour S. Tsitsipás | —           | —      | 1er tour F. Passaro | 1er tour C. O'Connell |            |                      |       |

N.B. : sous le résultat se trouve le nom de l’ultime adversaire.

## Classements ATP en fin de saison
| Année          | 2016 | 2017 | 2018 | 2019 | 2020 | 2021 | 2022 | 2023 | 2024 |
| Rang en simple | 1769 | 1451 | 444  | 308  | 280  | 251  | 87   | 300  | 119  |
| Rang en double | –    | –    | 1405 | 670  | 471  | 492  | 447  | 1133 | 631  |

Source : (en) Classements de Tseng Chun-hsin sur le site officiel de la Fédération internationale de tennis